# Монохаміні
Монохаміні (лат. Monochamini (Thomson) Aurivillius, 1921) — триба жуків з родини вусачів. Роди триби Монохаміні часто включають до триби Ляміїні, оскільки її систематична самостійність все ще дискутується і остаточно не вирішена.